# 福岡雙葉中学校・高等学校
福岡雙葉中学校・高等学校（ふくおかふたばちゅうがっこう・こうとうがっこう）は、福岡県福岡市中央区御所ヶ谷に所在し、中高一貫教育を提供する私立女子中学校・高等学校である。
カトリック系ミッションスクールであり、幼きイエス会（旧サン・モール修道会）を設立母体とする。

## 沿革
- 1933年（昭和08年）2月 - 財団法人サン・モール修道会により、福岡女子商業学校として設立。
- 1944年（昭和19年）11月 - 財団法人福岡女子商業学校を設立し、同法人の経営となる。
- 1946年（昭和21年）2月 - 高等女学校に改組し、福岡雙葉高等女学校に改称。
- 1947年（昭和22年）4月 - 学制改革により新制中学校に改組し、福岡雙葉中学校に改称。
- 1948年（昭和23年）4月 - 福岡雙葉高等学校を設立。別科も設立。

## 教育組織
かつては、高校の外部募集がなかったが、2010年度（平成22年度）より高校3年コース生の募集を開始。

## アクセス
- 福岡市交通局七隈線薬院大通駅・桜坂駅
- 西鉄バス雙葉学園入口バス停・教会前バス停・浄水通りバス停・南薬院バス停

## 著名な出身者
- シンシア・ラスター - アクション女優
- 武田伊央 - RKB毎日放送アナウンサー[1]
- 福田典子 - テレビ東京アナウンサー、元RKB毎日放送アナウンサー[1]
- 藤本万梨乃 - フジテレビアナウンサー
- まさごろ - シンガーソングライター、画家、詩人
- 松下由依 - 九州朝日放送アナウンサー
- 宮瀬茉祐子 - フリーアナウンサー、元フジテレビアナウンサー
- 麻生真宮子 - 元アイドル、元女優
- 目野菜々子-12人のヴァイオリニスト
- 新貝まゆ-朝日放送テレビアナウンサー
- 奥田芙美代 - 参議院議員